# Etiopský seminář
Etiopský seminář je budova ve Vatikánských zahradách, postavená papežem Piem XI. jako útočiště pro studenty teologie z Etiopie.
Stavba vznikla v roce 1929 podle plánů architekta Giuseppe Momo. Dnes je studentům vyhrazeno jen jedno křídlo, zatímco druhá část slouží jako ubytovna pro jeptišky, zaměstnané ve Vatikánu.
Jižně od budovy semináře se na malé terase rozkládá italská zahrada, udržovaná ve stylu italských renesančních zahrad. Propletené cesty na způsob bludiště jsou lemovány typickými nízkými živými ploty ze zimostrázu. Ve středu cest jsou umístěny dvě prosté fontánky. Celou zahradu obklopují mohutné datlové palmy, cedry, cypřiše, borovice, kaštany, vavříny, ale nenachází se zde jediná květina. V nedalekých cedrech hnízdí kolonie pestrobarevných papoušků – mníšků šedých (Myopsitta monachus).

### Externí odkazy

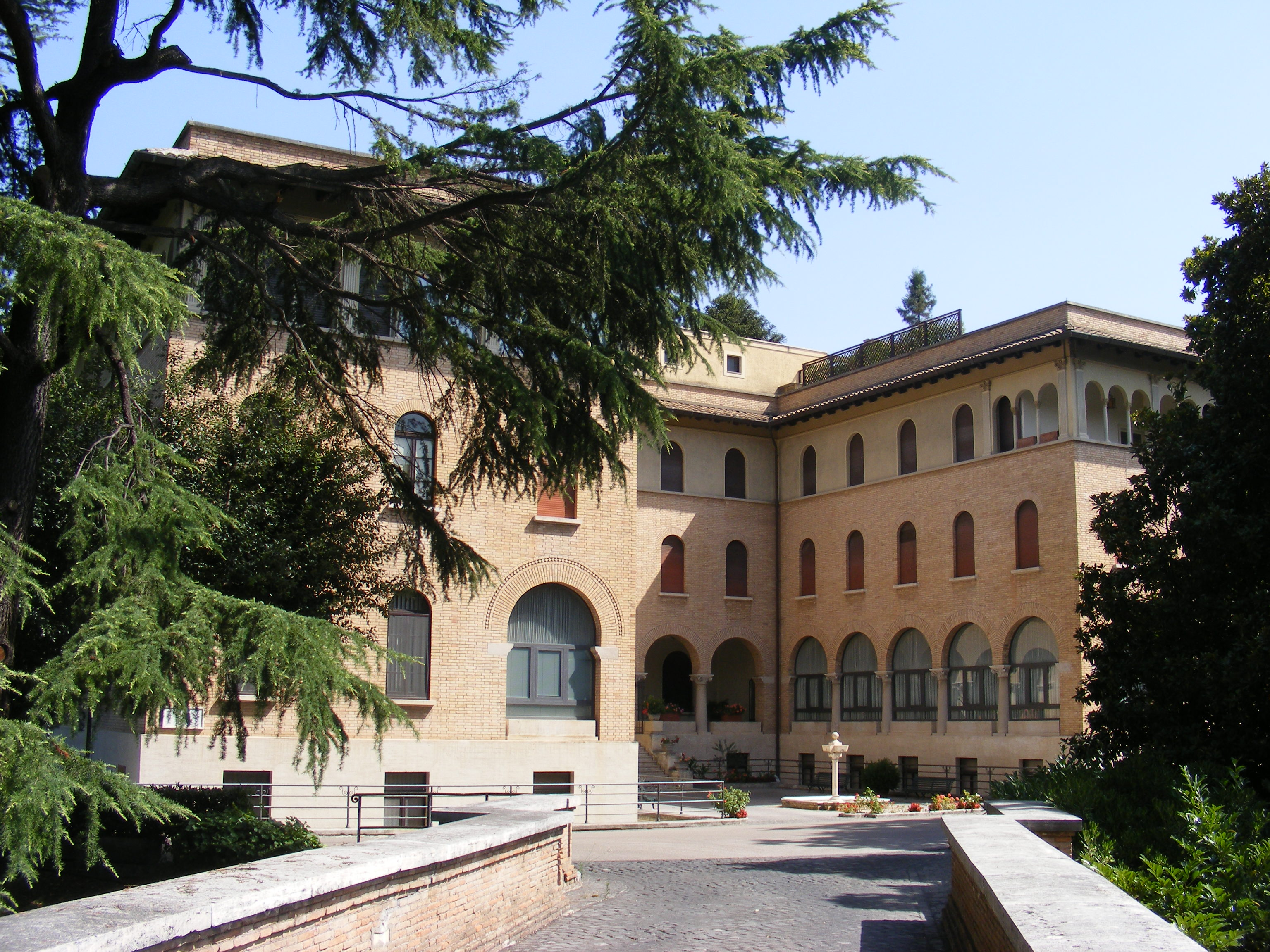
Budova etiopského semináře